# Major League Baseball 2K7
Major League Baseball 2K7 ou MLB 2K7 est un jeu vidéo de baseball sous licence MLB publié par 2K Sports. MLB 2K7 est disponible sur Xbox 360, PlayStation 3, PlayStation 2, Xbox, PlayStation Portable, Nintendo DS et Game Boy Advance.

## Accueil
- IGN : 7,9/10[1]